# Championnats de Chypre de cyclisme sur route
Les championnats de Chypre de cyclisme sur route sont disputés tous les ans, à Chypre.

## Hommes

### Podiums de la course en ligne
| Année | Vainqueur              | Deuxième               | Troisième                 |
| ----- | ---------------------- | ---------------------- | ------------------------- |
| 2001  | Aléxis Charalámpous    | Níkos Dimitríou        | Antónis Antoníou          |
| 2002  | Níkos Dimitríou        | Georgios Fattas        | Theódoros Vitouladítis    |
| 2007  | Chrístos Kythreótis    | Pétros Prékas          | Vassílis Adámou           |
| 2008  | Dimítris Araoúzos      | Aléxis Eleftheriádis   | Kyriákos Skéttos          |
| 2009  | Vassílis Adámou        | Mários Athanasiádis    | Michális Kítis            |
| 2010  | Vassílis Adámou        | Mários Athanasiádis    | Michális Kítis            |
| 2011  | Mários Athanasiádis    | Michális Kítis         | Vassílis Adámou           |
| 2012  | Vassílis Adámou        | Mários Athanasiádis    |                           |
| 2013  | Mários Athanasiádis    | Andréas Petrídis       | Demos Paltayian           |
| 2014  | Armándo Archimandrítis | Mários Athanasiádis    | Michael Christodoulos     |
| 2015  | Constantínos Thymídes  | Andréas Christofí      | Constantínos Demosthénous |
| 2016  | Armándo Archimandrítis | Constantínos Thymídes  | Andréas Christofí         |
| 2017  | Aléxandros Agrótis     | Constantínos Thymídes  | Andréas Miltiádis         |
| 2018  | Aléxandros Matsángos   | Andréas Miltiádis      | Armándo Archimandrítis    |
| 2019  | Andréas Miltiádis      | Armándo Archimandrítis | Pétros Procopides         |
| 2020  | Andréas Miltiádis      | Armándo Archimandrítis | Aléxandros Matsángos      |
| 2021  | Andréas Miltiádis      | Aléxandros Agrótis     | Konstantínos Pavlídes     |
| 2022  | Andréas Miltiádis      | Aléxandros Agrótis     | Konstantínos Pavlídes     |
| 2023  | Aléxandros Matsángos   | Konstantinos Pavlides  | Geórgios Kouzís           |
| 2024  | Andréas Miltiádis      | Bogdan Zabelinskiy     | Geórgios Kouzís           |
| 2025  | Andréas Miltiádis      | Bogdan Zabelinskiy     | Christódoulos Áchas       |

Multi-titrés
- 5 : Andréas Miltiádis
- 3 : Vassílis Adámou
- 2 : Mários Athanasiádis, Armándo Archimandrítis

### Podiums du contre-la-montre
| Année | Vainqueur             | Deuxième               | Troisième                |
| ----- | --------------------- | ---------------------- | ------------------------ |
| 2001  | Aléxis Charalámpous   | Antónis Antoníou       | Níkos Dimitríou          |
| 2002  | Theódoros Kotopoúlis  | Níkos Dimitríou        | Andréas Nikoláou         |
| 2007  | Chrístos Kythreótis   | Pétros Prékas          | Andréas Nikoláou         |
| 2008  | Andréas Nikoláou      | Timótheos Skéttos      | Mários Athanasiádis      |
| 2009  | Vassílis Adámou       | Mários Athanasiádis    | Kyriákos Skéttos         |
| 2010  | Vassílis Adámou       |                        |                          |
| 2011  | Vassílis Adámou       | Dimítris Vótsis        | Mários Athanasiádis      |
| 2012  | Mários Athanasiádis   |                        |                          |
| 2013  | Mários Athanasiádis   |                        |                          |
| 2014  | Michael Christodoulos | Chrístos Loïzou        | Mários Athanasiádis      |
| 2015  | Andréas Miltiádis     | Andréas Christofí      | Charálampos Kathidgiótis |
| 2016  | Andréas Miltiádis     | Armándo Archimandrítis | Andréas Christofí        |
| 2017  | Andréas Miltiádis     | Aléxandros Agrótis     | Armándo Archimandrítis   |
| 2018  | Andréas Miltiádis     | Aléxandros Agrótis     | Aléxandros Matsángos     |
| 2019  | Andréas Miltiádis     | Aléxandros Matsángos   | Charálampos Kathidgiótis |
| 2020  | Andréas Miltiádis     | Aléxandros Matsángos   | Charálampos Kathidgiótis |
| 2021  | Andréas Miltiádis     | Aléxandros Agrótis     | Konstantínos Pavlídes    |
| 2022  | Andréas Miltiádis     | Armándo Archimandrítis | Konstantínos Pavlídes    |
| 2023  | Andréas Miltiádis     | Andréas Sávva          | Aléxandros Agrótis       |
| 2024  | Andréas Miltiádis     | Bogdan Zabelinskiy     | Aléxandros Agrótis       |
| 2025  | Andréas Miltiádis     | Aléxandros Agrótis     | Bogdan Zabelinskiy       |

Multi-titrés
- 9 : Andréas Miltiádis
- 3 : Vassílis Adámou
- 2 : Mários Athanasiádis

## Femmes

### Podiums de la course en ligne
| Année | Vainqueur           | Deuxième            | Troisième            |
| ----- | ------------------- | ------------------- | -------------------- |
| 2001  | Elina Sophocleous   |                     |                      |
| 2002  | Elina Sophocleous   | Katerina Stavrou    | Christina Nikolaou   |
| 2007  | Demetra Antoniou    | Marina Theodorou    |                      |
| 2010  | Ántri Christofórou  | Marina Theodorou    | Nasia Konstantinou   |
| 2013  | Ántri Christofórou  | Antigoni Katsikidou |                      |
| 2015  | Karmen Macheriotou  | Demetra Antoniou    | Marina Theodorou     |
| 2016  | Ántri Christofórou  | Marina Theodorou    |                      |
| 2017  | Ántri Christofórou  | Marina Theodorou    |                      |
| 2018  | Ántri Christofórou  | Maria Yiavashi      | Sotiria Panagiotou   |
| 2019  |                     |                     |                      |
| 2020  |                     |                     |                      |
| 2021  | Ántri Christofórou  | Eleni Koukouma      | Constantina Georgiou |
| 2022  | Ántri Christofórou  | Dimitra Koukouma    | Styliana Kamilari    |
| 2023  | Ántri Christofórou  |                     |                      |
| 2024  | Ántri Christofórou  | Ekaterina Kovalchuk | Constantina Georgiou |
| 2025  | Ekaterina Kovalchuk | Demetra Koukouma    | Constantina Georgiou |

Multi-titrées
- Ántri Christofórou, Elina Sophocleous

### Podiums du contre-la-montre
| Année | Vainqueur            | Deuxième           | Troisième          |
| ----- | -------------------- | ------------------ | ------------------ |
| 2001  | Elina Sophocleous    | Maria Soteriou     |                    |
| 2002  | Elina Sophocleous    | Christina Nikolaou | Antri Panteli      |
| 2007  | Marina Theodorou     |                    |                    |
| 2013  | Ántri Christofórou   |                    |                    |
| 2015  | Karmen Macheriotou   | Marina Theodorou   | Demetra Antoniou   |
| 2016  | Ántri Christofórou   | Marina Theodorou   |                    |
| 2017  | Marina Theodorou     | Ántri Christofórou |                    |
| 2018  | Ántri Christofórou   | Maria Yiavashi     | Marina Theodorou   |
| 2019  | Ántri Christofórou   | Maria Yiavashi     | Georgia Giagkoulla |
| 2020  |                      |                    |                    |
| 2021  | Ántri Christofórou   | Dimitra Koukouma   | Georgia Giagkoulla |
| 2022  | Ántri Christofórou   | Styliana Kamilari  | Dimitra Koukouma   |
| 2023  | Ántri Christofórou   |                    |                    |
| 2024  | Ántri Christofórou   | Dimitra Koukouma   | Styliana Kamilari  |
| 2025  | Constantina Georgiou | Demetra Koukouma   | Styliana Kamilari  |

Multi-titrées
- Ántri Christofórou, Elina Sophocleous, Marína Theodórou

## Espoirs Hommes

### Podiums de la course en ligne
| Année | Vainqueur             | Deuxième            | Troisième             |
| ----- | --------------------- | ------------------- | --------------------- |
| 2023  | Konstantínos Pavlídes | Giórgos Kouzís      | Andréas Sávva         |
| 2024  | Bogdan Zabelinskiy    | Christódoulos Áchas | Konstantínos Pavlídes |

### Podiums du contre-la-montre
| Année | Vainqueur            | Deuxième              | Troisième          |
| ----- | -------------------- | --------------------- | ------------------ |
| 2023  | Giórgos Kouzís       | Konstantínos Pavlídes | Andréas Sávva      |
| 2024  | Constantínos Ioánnou | Konstantínos Pavlídes | Andréas Kasápis    |
| 2025  | Constantínos Ioánnou | Christódoulos Áchas   | Lámpros Athanasíou |

## Juniors Hommes

### Podiums de la course en ligne
| Année | Vainqueur             | Deuxième                | Troisième                  |
| ----- | --------------------- | ----------------------- | -------------------------- |
| 2001  | Pávlos Nikándrou      | Theódoros Kotopoúlis    | Sotíris Stávrou            |
| 2007  | Vasílis Adámou        | Aléxis Eleftheriádis    | Kyriákos Papanastasíou     |
| 2008  | Kyriákos Skétos       |                         |                            |
| 2010  | Eirinaíos Koútsiou    | Leóntios Katsoúris      | Ángelos Kyriákou           |
| 2015  | Michael Christódoulos | Aléxandros Agrótis      | Patsalosávvis Odysséas     |
| 2016  | Aléxandros Agrótis    | Aléxandros Matsángos    | Sotíris Kyriákou           |
| 2017  | Pétros Prokopídis     | Aléxandros Matsángos    | Stylianós Georgíou         |
| 2018  | Pétros Prokopídis     | Sávvas Zéniou           | Thrásos Ioánnou            |
| 2019  | Konstantínos Pavlídes | Christódoulos Nikifórou | Eirinaíos Dimitriádis      |
| 2020  | Konstantínos Pavlídes | Constantínos Ioánnou    | Giórgos Loḯzos Chatzipávli |
| 2021  | Constantínos Ioánnou  | Andréas Kasápis         | Geórgios Kouzís            |
| 2022  | Geórgios Kouzís       | Andréas Kasápis         | Néarchos Miltiádous        |
| 2023  | Christódoulos Áchas   | Andréas Athanasiádis    | Lámpros Athanasíou         |
| 2024  | Lámpros Athanasíou    | Konstantínos Siáti      | Mários Kourtéllas          |
| 2025  | Giórgos Halloúmas     | Andréas Tsiákkouras     | Geórgios Antoníou          |

### Podiums du contre-la-montre
| Année | Vainqueur             | Deuxième                | Troisième              |
| ----- | --------------------- | ----------------------- | ---------------------- |
| 2001  | Theódoros Kotopoúlis  | Mários Antoníou         | Pávlos Nikándrou       |
| 2007  | Vasílis Adámou        | Timótheos Skéttos       | Kyriákos Papanastasíou |
| 2008  | Kyriákos Skétos       | Michális Kítis          | Andréas Níkou          |
| 2015  | Michael Christódoulos | Aléxandros Matsángos    | Kyriákos Pétrou        |
| 2016  | Aléxandros Agrótis    | Aléxandros Matsángos    | Patsalosávvis Odysséas |
| 2017  | Aléxandros Matsángos  | Pétros Prokopídis       | Thrásos Ioánnou        |
| 2018  | Sávvas Zéniou         | Pétros Prokopídis       | Thrásos Ioánnou        |
| 2019  | Konstantínos Pavlídes | Christódoulos Nikifórou | Stávros Theofánous     |
| 2020  | Andréas Sávva         | Constantínos Ioánnou    | Konstantínos Pavlídes  |
| 2021  | Constantínos Ioánnou  | Andréas Kasápis         | Andréas Sávva          |
| 2022  | Andréas Kasápis       | Geórgios Kouzís         | Aléxandros Colómbos    |
| 2023  | Andréas Athanasiádis  | Aléxandros Colómbos     | Lámpros Athanasíou     |
| 2024  | Dimítrios Prékas      | Lámpros Athanasíou      | Giórgos Kyriakídis     |
| 2025  | Dimítrios Prékas      | Geórgios Antoníou       | Giórgos Halloúmas      |